# Micragonini
Los micragoninos (Micragonini) son una tribu de lepidópteros ditrisios de la familia Saturniidae. Son mariposas de tamaño grande y tienen una envergadura de alas que varía de los 7,5 cm hasta los 15 cm.

## Géneros
- Holocerina
- Micragone[1]